# Swinging with the Finkels
Swinging with the Finkels (Brasil: Os Finkels em Ação / Portugal: Troca de Casais) é um filme britânico de 2011. Ele estreou no Reino Unido no dia 17 de junho de 2011 e foi dirigido por Jonathan Newman, com Martin Freeman, Mandy Moore e Melissa George no elenco.

## Sinopse
Ellie e seu marido Alvin estão bem casados, mas a faísca de luxúria e diversão foi embora e eles caem na rotina. Aconselhados pelos melhores amigos, decidem apimentar as coisas e fazem uma troca de casal.

## Elenco
- Martin Freeman como Alvin Finkel
- Mandy Moore como Ellie Finkel
- Jonathan Silverman como Peter
- Melissa George como Janet
- Angus Deayton como Richard
- Daisy Beaumont como Clementine
- Paul Chowdhry como Henry
- Jerry Stiller como Mr. Winters
- Beverley Klein como Mrs. Winters
- Edward Akrout como Andrew
- Andi Osho como Enfermeira Franklin
- Tim Beckmann como Jim